# Teleiopsis
Teleiopsis is een geslacht van vlinders van de familie tastermotten (Gelechiidae).

## Soorten
- T. albifemorella (E. Hofmann, 1867)
- T. bagriotella (Duponchel, 1840)
- T. baldiana (Barnes & Busck, 1920)
- T. brevivalva Pitkin, 1988
- T. diffinis

Fraaie korrelpalpmot (Haworth, 1828)
- T. insignita Pitkin, 1988
- T. latisacculus Pitkin, 1988
- T. lunariella (Walsingham, 1908)
- T. rosalbella (Fologne, 1862)
- T. sophistica (Meyrick, 1935)
- T. terebinthinella (Herrich-Schäffer, 1856)